# 李超 (南唐成宗)
李超（?—?），唐宪宗第八子建王李恪的兒子，是李志的父親，李榮的祖父，李昪的曾祖父。《资治通鉴》认为李超是唐肃宗时宰相李岘的孙子。
939年，李昪改国号唐，他被尊為皇帝，廟號成宗，諡號孝平皇帝。

## 亲属成员
祖父：唐宪宗

父亲：李恪，唐代建王，追尊为孝静皇帝，庙号定宗。

儿子：李志，追尊为孝安皇帝，庙号惠宗。仕为徐州判司。

孙子：李荣，追尊为孝德皇帝，庙号庆宗。

曾孙：李昪，南唐开国皇帝，南唐烈祖